# 比治山大学短期大学部
比治山大学短期大学部（ひじやまだいがくたんきだいがくぶ、英語: Hijiyama University Junior College）は、広島県広島市東区牛田新町4丁目1-1に本部を置く日本の私立大学。1939年創立、1966年大学設置。大学の略称は比治短。

## 概観

### 大学全体
- 比治山大学短期大学部は、広島県広島市東区内にある日本の私立短期大学。学校法人比治山学園により1966年、比治山女子短期大学として設置された。1998年、共学化されて学名変更された。1995年度まで短大指定の制服があった。3学科からなっている。

### 建学の精神（校訓・理念・学是）
- 比治山大学短期大学部における建学の精神は「悠久不滅の生命の理想に向かって精進する」となっている。

### 教育および研究
- 比治山大学短期大学部は幼児教育科が設置されており、短期大学部附属幼稚園での教育実習が取り入れられている。ほか、生活総合デザイン学科と美術科が設けられている。

### 学風および特色
- 比治山大学短期大学部は大学とおなじキャンパス内にあるため、両者同士の交流が盛んである。
- 1995年までは、制服の着用が義務付けられていた。

## 沿革
- 1939年 財団法人広島昭和学園による広島高等女学校が発足。
- 1943年 比治山高等女学校となる。
- 1948年 学制改革により、比治山女子中学校・高等学校が発足。
- 1951年 財団法人広島昭和学園が学校法人比治山学園に組織変更される。
- 1966年 比治山女子短期大学（ひじやまじょしたんきだいがく）として開学。家政科を設置[1]。
- 1967年 学科を増設する。
  - 国文科[2]
  - 美術科[3]
- 1970年 幼児教育科を増設[4]
- 1974年 家政科を専攻分離する
  - 家政専攻
  - 被服専攻
- 1985年 専攻科を設置。
  - 国文専攻
  - 幼児教育専攻
- 1994年 家政科を生活学科と改称。
- 1995年 生活学科の専攻名称を変更。
  - 家政専攻→生活科学専攻と改称
  - 被服専攻→生活文化専攻と改称
- 1997年 専攻科幼児教育専攻が大学評価・学位授与機構に認定される。
- 1998年 比治山大学短期大学部と改称され、共学となる。
- 2002年 専攻科に美術専攻を設置。
- 2004年 生活学科を総合生活デザイン学科に改称。
- 2005年 総合生活デザイン学科に栄養士養成系列を設置。
- 2017年 専攻科栄養専攻を廃止。専攻科管理栄養士養成課程廃止。
- 2018年 総合生活デザイン学科の栄養士養成課程を廃止。
- 2025年 学生の受入れを2027年度以降停止すると発表した[5]。

## 基礎データ

### 所在地
- 本部キャンパス（広島県広島市東区牛田新町4丁目1-1）

### 交通アクセス
- アストラムライン 不動院前駅（比治山大学前）下車、徒歩約5分[6]
  - アストラムライン：本通・県庁前・新白島駅方面 - 不動院前駅 - 中筋駅・大町・広域公園前駅方面
  - 駅周辺の「不動院」バス停には高速バスも発着する
- 「牛田新町4丁目（比治山大学前）」バス停下車、徒歩約3分
  - 12号線（広電バス[7]）：八丁堀・白島町・牛田本町方面 - 不動院 - 牛田新町4丁目 - 千足・東浄小学校前方面
  - 30号線,32号線（広島交通[8]・JRバス中国[9]）：30広島バスセンター・新白島方面 / 32広島駅・にぎつ方面 - 東区スポーツセンター入口 - 牛田新町4丁目 - 千足・矢口・高陽ニュータウン方面

## 教育および研究

### 組織

#### 学科
- 総合生活デザイン学科
- 幼児教育科
- 美術科

##### 学科の変遷
- 家政科→生活学科→総合生活デザイン学科
  - 家政専攻→生活科学専攻：募集は1998年度まで
  - 被服専攻→生活文化専攻：募集は1998年度まで
- 国文科：募集は1993年度まで。翌年度より比治山大学に譲渡。

#### 専攻科
- 美術専攻

##### 廃止された課程
- 国文専攻
- 幼児教育専攻
- 栄養専攻

#### 別科
- なし

##### 取得資格について
資格
- 保育士：幼児教育科
- 栄養士：総合生活デザイン学科（栄養士系列科目の履修で取得できた。）

教職課程
- 幼稚園教諭二種免許状：幼児教育科
- 栄養教諭二種免許状：総合生活デザイン学科（栄養士系列科目の履修で取得できた。）
- 中学校教諭二種免許状
  - 家庭：総合生活デザイン学科総合系列群[10]
  - 美術：美術科
  - 国語：以前は国文科にて設置されていた。

#### 附属機関
- 女性文化研究センター

## 学生生活

### 部活動・クラブ活動・サークル活動
- 比治山大学短期大学部のクラブ活動
  - 体育系：柔道・剣道・バレーボール・バドミントンほか
  - 文化系：書道・写真・放送ほか

### 学園祭
- 比治山大学短期大学部の学園祭は「比治山祭」と呼ばれ毎年、10月に大学と合同で行われる。

## 大学関係者と組織

### 大学関係者
- 清水文雄
- 柳生亮三（教授）

### 出身者
- 米本千珠（声優）

## 施設

### キャンパス
- 学生会館
- 1号館
- 2号館
- 3号館
- 4号館
- 5号館
- 6号館
- 7号館：図書館があり、館内に三島由紀夫文庫がある。
- 8号館
- 9号館ほか

## 対外関係

### 他大学との協定

#### アメリカ
- ハワイ大学

#### オーストラリア
- オーストラリアン・カトリック大学

#### 韓国
- インジェ大学

### 系列校
- 比治山大学
- 比治山女子中学・高等学校

## 社会との関わり
- 本短大の総合生活デザイン学科学生が、「中国新聞カープALL-IN大賞」を受賞している。

## 卒業後の進路について

### 就職について
- 総合生活デザイン学科：一般企業への就職者が大半となっている。栄養士としての就職実績としてはアヲハタ・魚国総本社・ちから・広和などがある。
- 幼児教育科：保育所や児童福祉施設の保育職に就く人が最も多い。それについで幼稚園教員が多いものとなっている。
- 美術科：一般企業への就職者が大半となっている。卸売・小売、サービス業が特に多い傾向にある。

### 編入学・進学実績
- これまで、系列の比治山大学以外には京都精華大学・大阪芸術大学・大手前大学・安田女子大学などがある。

## 附属学校
- 比治山大学短期大学部付属幼稚園